# Processo unitário
Um processo unitário é uma etapa na produção manufatureira na qual uma reação química ocorre; a oxidação de para-xileno a ácido tereftálico é um processo unitário, assim como a hidrogenação de óleo vegetal a margarina. Em 1930, P.H. Groggins introduziu os processos unitários de maneira a classificar e padronizar reações químicas.